# 花山周子
花山 周子（はなやま しゅうこ、1980年5月18日 - ）は、日本の歌人、画家、装幀家。同人誌「外出」所属。

## 来歴
東京都出身。武蔵野美術大学造形学部油絵科卒業。1999年、短歌結社「塔」に入会。2007年に第1歌集『屋上の人屋上の鳥』を出版し、第16回ながらみ書房出版賞を受賞。同人誌「豊作」「[sai]」にも所属。
祖父の玉城徹、母の花山多佳子も歌人。父はビジネス小説家の杉田望。歌集を中心に装幀も多く手がけている。母として、子との触れ合いを歌った歌が近年多い。
2017年から今橋愛とのユニット「主婦と兼業」としても活動。2019年、短歌同人誌「外出」創刊に加わる。2021年末に「塔」を退会。

## 著書

### 歌集
- 第一歌集『屋上の人屋上の鳥』 ながらみ書房、2007年 ISBN 978-4860234690
- 第二歌集『風とマルス』 青磁社、2014年 ISBN 978-4861982842
- 第三歌集『林立』 本阿弥書店、2018年　ISBN 978-4776814023

### アンソロジー
- 『桜前線開架宣言：Born after 1970 現代短歌日本代表』山田航編著、左右社、2015年。ISBN 978-4-86528-133-0
- 『短歌タイムカプセル』東直子・佐藤弓生・千葉聡編著、書肆侃侃房、2018年。ISBN 978-4-86385-300-3

### 文庫解説
- 「混沌から浮き上がるリアル」東直子『歌集　春原さんのリコーダー』筑摩書房〈ちくま文庫〉、2019年10月。ISBN 978-4-480-43620-7
- 「混沌に溶解するリアル」東直子『歌集　青卵』ちくま文庫、2019年11月。ISBN 978-4-480-43625-2

### その他
- 石川美南・小島なお・服部真里子・花山周子「座談会：現代短歌のゆくえ」
  - 「前編：修辞を支えるもの」『歌壇』2016年4月号、76－89ページ。
  - 「後編：世代間の歌をめぐって」『歌壇』2016年5月号、78－89ページ。